# Clytosaurus siamensis
Clytosaurus siamensis är en skalbaggsart som beskrevs av Jordan 1894. Clytosaurus siamensis ingår i släktet Clytosaurus och familjen långhorningar. Inga underarter finns listade i Catalogue of Life.

## Bildgalleri

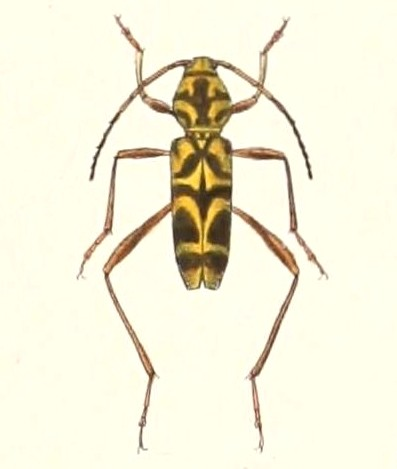